# Орле
Орле (хорв. Orle) — община в Хорватии, входит в Загребскую жупанию. Община включает 10 населённых пунктов. По данным 2001 года, в ней проживало 2145 человек. Общая площадь общины составляет 57,6 км².